# Yelandur
Yelandur (Ciutat de la Lluna Nova) és una petita tehsil del districte de Chamarajanagar a l'estat indi de Karnataka. Té importància històrica i cultural en aquesta regió

## Demografia
Segons els cens indi del 2001,Yalandur tenia 8583 habitants. Els homes constitueixen el 51% de la població i les dones 49%. Yalandur té un índex mitjà d'alfabetització del 58%, inferior a la mitjana nacional de 59.5%: la instrucció masculina és del 65%, i la instrucció femenina és del 50%. A Yalandur, el 10% de la població és menor de 6 anys.

## Ubicació
Yelandur és la taluka més petita del districte. Es compon de 33 pobles. Està situada a uns 60 km al sud-oest de Mysore i uns 150 km al sud de Bangalore. En la història és coneguda com a Ramachndra yelanbure. Més tard es va transformar en Yalandur.

## Importància històrica
Fou un estat tributari protegit del tipus jagir al sud-est del districte de Mysore a l'estat de Mysore amb 264 km² i una població el 1901 de 35.271 habitants. L'única ciutat era Yelandur, la capital, amb 3.803 habitants el 1901, i hi havia altres 27 pobles. El territori era fèrtil i densament poblat. A l'est les muntanyes Biligiri-Rangan (altura màxima 1.300 metres) recorrien el territori uns 15 km, estant la zona habitada per la tribu dels sholigues; la resta, al nord-oest de les muntanyes, eren creuades pel riu Suvarnavati, la principal font de reg. Els mercats comarcals pels habitants es trobaven a Santemarahalli (taluka de Chamrajnagar) i Kollegal (districte de Coimbatore). El temple principal de Yelandur era a la capital, i s'anomena Gaurisvara. El territori fou regit pels gangues, els Chola i els hoysales. Després fou part del principat de Padinad o Hadinad, per passar tot seguit a Vijayanagar. El raja va emparentar amb el de Mysore i Chikka Deva Raja finalment va pujar al tron d'aquest estat el 1672. El tron de Mysore fou usurpat per Haidar Ali però la nissaga restablerta el 1799. El 1807 Yelandur fou concedit en jagir a Diwan Purnaiya pels seus serveis a l'estat; els seus descendents el van conservar fins després de la independència índia.